# RWTH
La Rheinisch-Westfälische Technische Hochschule Aachen (RWTH Aquisgrana) è l'Università Tecnica di Aquisgrana e si trova nella città di Aquisgrana, nel Renania Settentrionale-Vestfalia. L'università fu fondata nell'anno 1870. È una delle università più grandi in Germania ed è riconosciuta come università d'élite tedesca. Nell'anno 2015 è arrivata al 12º posto in ingegneria meccanica e al 30º posto in fisica nel ranking universitario mondiale. L'RWTH è stata da otto anni consecutivi al primo posto in Germania nelle facoltà di matematica, fisica, biologia, chimica, ingegneria meccanica ed elettrotecnica. In informatica è stata al secondo e terzo posto negli anni sopra citati. Nell'anno accademico 2013/2014 c'erano 40.375 studenti iscritti. Nel 2009 c'erano 454 professori.

## SunSITe e CEUR-WS.org
L'Università aderisce al SunSITE (Sun Software, Information & Technology Exchange), un progetto avviato nei primi anni '90 da una rete di università a livello mondiale, e inizialmente sponsorizzato da Sun Microsystem. Gli atenei hanno creato una rete di server distribuiti per la condivisione di informazioni, software e altri contenuti di pubblico dominio, nella quale RWTH serve la zona dell'Europa centrale. Dal '94 è attivo CEUR-WS.org (ISSN 1613-0073), un servizio gratuito e multilingue per la pubblicazione della cosiddetta letteratura grigia, quali atti di convegni e workshop, accessibile in modalità aperta e libera dagli utenti. Il servizio è autogestito da un gruppo di volontari e al 2019 è ospitato nei server di RTWH. I contenuti sono identificati con URN e consultabili via ftp.

## Organizzazione
La RWTH è divisa in nove (in precedenza dieci) facoltà:
- F 1 – Facoltà di Matematica, Informatica e Scienze Naturali
- F 2 – Facoltà di Architettura
- F 3 – Facoltà di Ingegneria Civile
- F 4 – Facoltà di Ingegneria Meccanica
- F 5 – Facoltà di Georisorse e Ingegneria dei Materiali
- F 6 – Facoltà di Ingegneria Elettrica e Informatica
- F 7 – Facoltà di Lettere e Filosofia
- F 8 – Scuola di Economia e Commercio
- F 10 – Facoltà di Medicina

La facoltà F 9 era scienze pedagogiche, ma è stata abbandonata nel 1989. La formazione degli insegnanti, tuttavia, è continuata.